# Тведтен, Ховард
Ховард Тведтен (норв. Håvard Tvedten; род. 29 июня 1978, Стур) — норвежский гандболист, выступающий в датском чемпионате за Ольборг и выступавший за сборную Норвегии.

## Карьера
Клубная

Ховард Тведтен воспитанник клуба Стур, где начал профессиональную карьеру. В 2002 году, Ховард Тведтен подписал контракт с датским клубом Ольборг.В 2006 году Ховард Тведтен переходит в испанский клуб Сьюдад де Логроньо. В первом же своём сезоне, 2006/07 в испанском чемпионате, Ховард Тведтен стал третьим в списке лучших бомбардиров чемпионата Испании, забросив 192 мяча. В следующем сезоне Ховард Тведтен снова стал третьим в списке лучшим бомбардиров чемпионата Испании, команда же заняла 13 место в чемпионате Испании.В 2008 году, Ховард Тведтен перешёл в клуб Вальядолид. В первом сезоне, Вальядолид в чемпионате Испании занимает 3 место, а Ховард Тведтен занимает второе место в списке лучших бомбардиров. В следующем сезоне, Вальядолид снова занимает 3 место. В 2011 году, Ховард Тведтен возвращается в датский клуб Ольборг. 

В сборной

Ховард Тведтен выступал за сборную Норвегии. За Сборную Норвегии Ховард Тведтен сыграл 208 матча и забросил 809 мячей. В 2011 году выступая на чемпионате Мира, по итогам турнира, был признан лучшим левым крайним чемпионата Мира, а также стал вторым бомбардиром на чемпионате с 56 голами вместе с Марком Вуйиным.

## Титулы
Командные
- Чемпион Дании: 2010, 2013
- Обладатель суперкубка Дании: 2012